# Pałac w Jadwisinie
Pałac w Jadwisinie – zabytkowy pałac w miejscowości Jadwisin (powiat legionowski).
Pałac wybudowany w drugiej połowie XIX w. dla Macieja Radziwiłła (1842-1907) herbu Trąby i jego żony Jadwigi z Krasińskich (1842-1913) herbu Ślepowron.

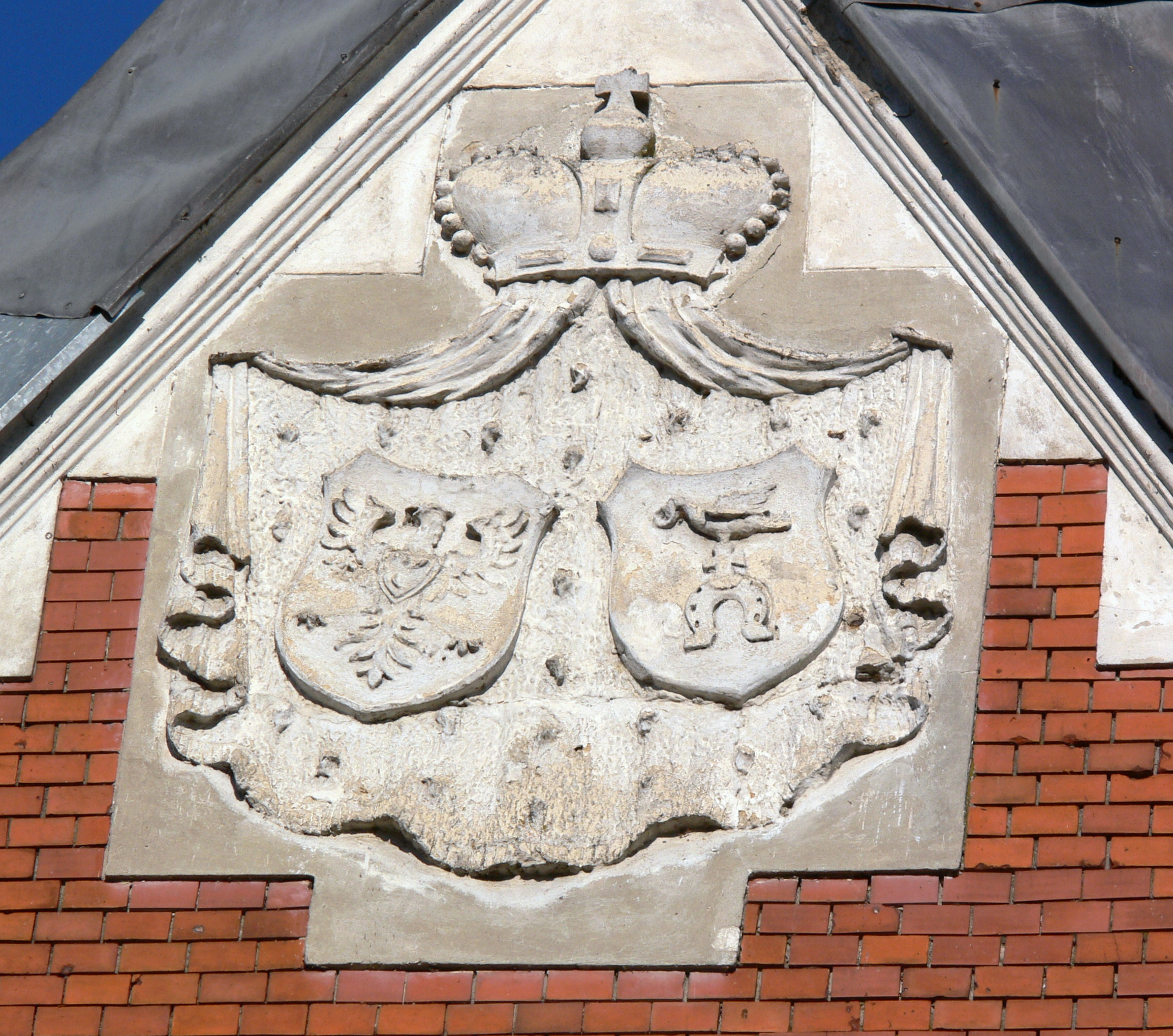
Fronton z herbami Trąby i Ślepowron
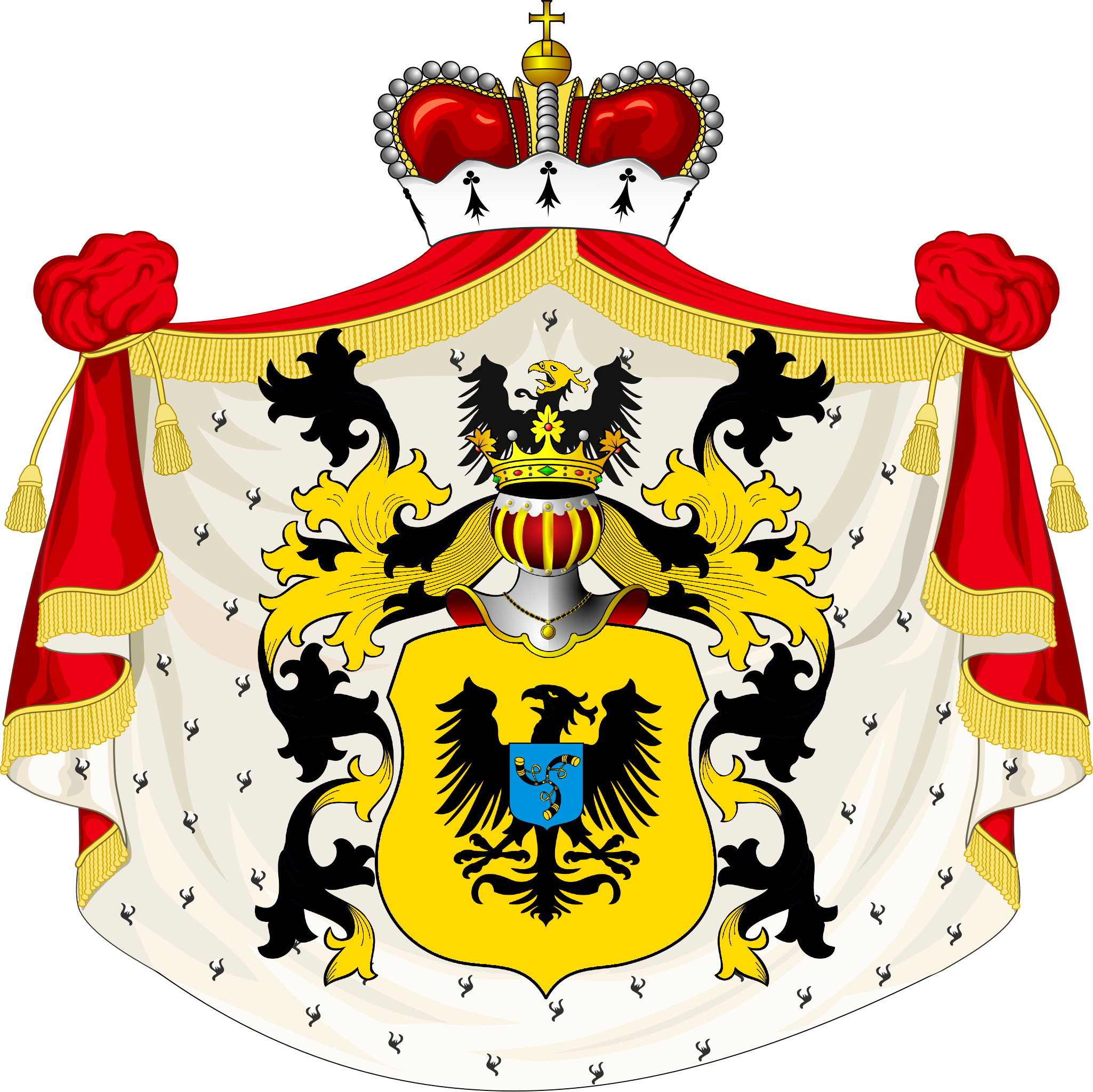
Herb Trąby Macieja Radziwiłła
Herb Ślepowron Jadwigi Krasińskiej
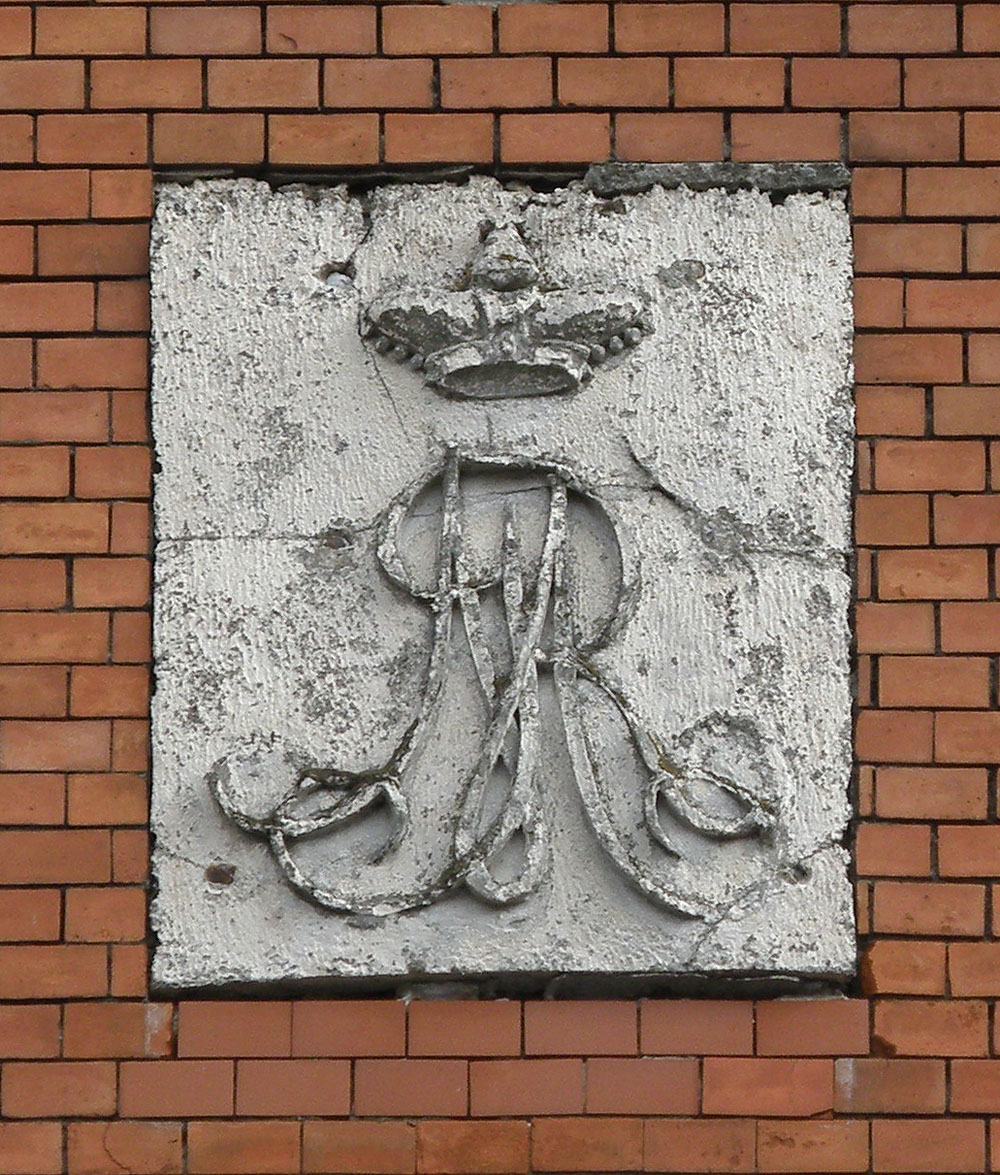
Inicjały MJR

W obiekcie kręcono sceny do serialu Londyńczycy.